# ウラジーミル・チトフ (宇宙飛行士)
ウラジーミル・ゲオルギエヴィチ・チトフ(Vladimir Georgiyevich Titov、1947年1月1日-)は、ザバイカリエ地方スレテンスク出身のロシア空軍大佐、ロシアの宇宙飛行士である。イヴァノヴォ州出身のアレクサンドラ・コズラヴァと結婚しており、2人の子供がいる。

## 教育
1965年に高校を卒業し、1970年にウクライナのチェルニーヒウにあるHigher Air Force College、1987年にガガーリン空軍アカデミーを卒業した。

## キャリア
1966年、チトフはHigher Air Force Collegeに入学し、1970年に卒業した。1974年までこの学校で飛行教官として働き、12人の生徒を担当して卒業させた。彼は後に、宇宙飛行士が訓練を行う飛行連隊の飛行指揮官を務めた。彼は10種類の異なる航空機に乗り、1,400時間以上の飛行経験を持つ。第1級の軍事パイロット、第3級のテストパイロットの資格を持つ。
チトフは1976年に宇宙飛行士の候補に選ばれ、1981年9月にゲンナジー・ストレカロフとペアを組んだ。2人は、1982年のソユーズT-5と1983年のソユーズT-9でバックアップを務めた。チトフはこれまで5度の宇宙飛行を行っている。1983年のソユーズT-8とソユーズT-10-1、1987年のソユーズTM-4では船長を務め、1995年のSTS-63、1997年のSTS-86にも搭乗員として参加した。彼は、合計で18時間48分の船外活動を含む、387日間と52分18秒を宇宙で過ごした。
チトフは1983年4月20日にソユーズT-8の船長として初めての宇宙飛行を行った。彼とストレカロフは、故障したサリュート7号の太陽電池アレイを修理するための特別の訓練を受けた。サリュート7号とドッキングすることとなっていたが、軌道上でソユーズのランデブーレーダーアンテナが適切に展開しなかった。何度かの高速の高度制御操作が行われたが、ブームを振ることには失敗した（飛行後の調査で、ソユーズのペイロードのシュラウドが分離した際に、アンテナが引きちぎられたことが明らかとなった）。FCCの許可を得て、乗組員は目視と地上からのレーダーだけを指標としてランデブーに挑戦した。真っ暗な中行われた最後のアプローチで、チトフは接近速度が大きすぎることを確信していた。そのため、彼はブレーキを作動させたが、2つの宇宙船の非常に速い速度で接近していると感じた。彼は衝突を避けるためにランデブーを中断し、2日間と17分48秒のミッションが終わり地球に帰還するまで、追加の挑戦は行われなかった。
チトフとストレカロフは、その後、1983年9月27日に、ソユーズT-10と呼ばれることになるはずだったミッションで打ち上げられることとなった。しかし、打上げ90秒前に推進剤のラインのバルブが閉じず、打上げの1分前に打上げ機の基部から大きな炎が噴き出した。炎はすぐにロケットを囲み、ワイヤーが焼け切れていたため、自動中断シークエンスは作動しなかった。2人の打上げ管制官は、管制室から無線コマンドを送ることで、手動でミッションを中断させた。これは、火災が発生してから12秒後のことだった。ソユーズの降下モジュールは、打ち上げ脱出システムによって切り離され、15-17Gの加速度はかかったが、乗組員は発射台から4km離れた場所に安全に着陸した。発射台が爆発したのは、ソユーズが分離した数秒後のことであった。2人の乗組員は医学検査を受けたが、5分30秒の飛行での怪我はなかった。
チトフの次の飛行は、ソユーズTM-2であった。彼とアレクサンデル・ストレブロフはミールで長期滞在をする計画になっていた。しかし打上げの6日前、ストレブロフの健康に対する疑念のため、彼ら2人はバックアップに回った。チトフは長期滞在のための訓練を続け、1987年4月にムサ・マナロフとペアを組むこととなった。この年の終わり、彼はガガーリン空軍アカデミーを卒業したが、ガガーリン宇宙飛行士訓練センターで訓練を続けた。
チトフの次の搭乗は、1987年12月21日に打ち上げられたソユーズTM-4で、船長を務めた。ムサ・マナロフ、アナトリー・レフチェンコとともに起動上のミールに連結した。短い共同作業の後、ロマネンコ、アレクサンドロフとレフチェンコは、チトフとマナロフをミールに残して地球に帰還した。2人はミールに長期滞在して多くの科学実験や観測を行い、滞在中にソユーズTM-5及びソユーズTM-6で訪問した乗組員を迎えた。ソユーズTM-6でミールを訪れたワレリー・ポリャコフは、チトフ、マナロフとともにミールに残った。
1988年2月26日、2人は4時間25分の船外活動を行い、太陽電池パネルの一部を撤去し、新しいものと入れ替えた。彼らはまた、新しい実験装置を取り付け、宇宙空間に曝露されていた材料サンプルを回収した。プログレス34号の点検も行った。
1988年6月30日、彼らはX線望遠鏡の修理を試みた。この望遠鏡は修理が可能なように設計されていなかったため、船外活動は困難を極めた。望遠鏡の故障したX線検出ユニットをむき出しにするために、20層の厚い熱ブランケットを切り開かなければならなかった。作業地点に体を固定する場所がなかったため、2人は交互に相手の体を抱えながら作業を行った。彼らのグローブはとても厚かったため小さなボルトを外す作業はとても難しく、20分が割り当てられた作業に90分も要した。作業中、彼らの使っていた特殊なレンチが突然折れてしまい、船外活動は中断されて2人はミールの中に戻った。この船外活動は、5時間10分であった。
1988年10月20日、修理は完了し、X線望遠鏡は再起動した。彼らは、予定されるソビエト連邦とフランスとの共同ミッションでの船外活動のため、体を固定するアンカーポイントを取り付け、4時間12分の船外活動を終えてミール内部に戻る前に、舷窓に設置されたフィルムのサンプルを回収した。1988年11月、彼らは、ソビエト連邦とフランスとの共同ミッションの乗組員を迎えた。3週間の共同作業の後、チトフとマナロフはフランスの宇宙飛行士ジャン＝ルー・クレティエンとともにソユーズTM-6で地球に帰還した。チトフとマナロフの宇宙滞在期間は365日と22時間39分で、連続宇宙滞在時間が初めて1年間を超え、新記録を樹立した。
1992年10月28日、NASAはSTS-60のミッションに経験あるロシアの宇宙飛行士が参加すると発表した。チトフはロシア連邦宇宙局は、ジョンソン宇宙センターでミッションスペシャリストとして訓練を行う2人の候補の1人としてチトフを指名した。1993年4月、アメリカ合衆国とロシアの初めての合同スペースシャトルミッションであるSTS-60にセルゲイ・クリカレフが参加し、チトフはバックアップとなることが発表された。1993年9月、チトフはSTS-63の乗組員に選ばれた。
1995年2月2日から11日、チトフはミッションスペシャリストとしてSTS-63に搭乗した。ミッションでは、ミールとのランデブ－、スペースハブの運用、スパルタン204の展開と回収等が行われた。このミッションで、チトフは8日間と6時間29分間宇宙に滞在した。
チトフは、ミールとドッキングするNASAの7度目のミッションとなったSTS-86(1997年9月25日-10月6日)にも参加した。このミッションでは、アメリカ人乗組員のマイケル・フォールとデヴィッド・ウルフが交代し、ミールに10,400ポンドの荷物積まれ、実験結果が地球に持ち帰られた。チトフとスコット・パラジンスキーは5時間1分の船外活動を行い、STS-76で設置された4つの実験装置を回収し、将来の船外活動のために太陽電池アレイのキャップを縛り、またロシア製の宇宙服とアメリカ製の宇宙服のどちらでも使える共通船外活動ツールの評価を行った。10日と19時間21分のミッションで、地球を169周した。
チトフは、1998年にロシア空軍とロシア連邦宇宙局を引退した。1998年に、彼はモスクワにあるボーイング社の宇宙通信部門の責任者となった。現在は、エクスカリバー・アルマースの最高責任者を務めている。